# Close Watch: An Introduction to John Cale
Close Watch: An Introduction to John Cale je kompilační album Johna Calea, které v roce 1999 vydalo vydavatelství Island Records. Autorem poznámek k albu (tzv. Liner Notes) je Nick Johnstone.

## Seznam skladeb
| Pořadí | Název                       | Autor                                        | Původní album                  | Délka |
| ------ | --------------------------- | -------------------------------------------- | ------------------------------ | ----- |
| 1.     | Paris 1919                  | John Cale                                    | Paris 1919 (1973)              | 4:06  |
| 2.     | Mr. Wilson                  | Cale                                         | Slow Dazzle (1975)             | 3:17  |
| 3.     | Leaving It Up to You        | Cale                                         | Helen of Troy (1975)           | 4:33  |
| 4.     | Dying on the Vine           | Cale, Larry Sloman                           | Artificial Intelligence (1985) | 3:58  |
| 5.     | Guts                        | Cale                                         | Slow Dazzle (1975)             | 3:29  |
| 6.     | Set Me Free                 | Cale                                         | Walking on Locusts (1996)      | 4:12  |
| 7.     | Heartbreak Hotel            | Mae Boren Axton, Tommy Durden, Elvis Presley | Slow Dazzle (1975)             | 3:12  |
| 8.     | Ship of Fools               | Cale                                         | Fear (1974)                    | 4:38  |
| 9.     | Cable Hogue                 | Cale                                         | Helen of Troy (1975)           | 3:28  |
| 10.    | Gun                         | Cale                                         | Fear (1974)                    | 8:07  |
| 11.    | Riverbank                   | Cale                                         | Honi Soit (1981)               | 6:25  |
| 12.    | Child's Christmas in Wales  | Cale                                         | Paris 1919 (1973)              | 3:20  |
| 13.    | Fear Is a Man's Best Friend | Cale                                         | Fear (1974)                    | 3:52  |
| 14.    | If You Were Still Around    | Cale                                         | Music for a New Society (1982) | 3:28  |
| 15.    | Wilson Joliet               | Cale                                         | Honi Soit (1981)               | 4:25  |
| 16.    | (I Keep A) Close Watch      | Cale                                         | Helen of Troy (1975)           | 3:26  |